# 山形定房
山形 定房（やまがた さだふさ、1929年 - 2022年5月24日）は、日本のアナウンサー。東京都出身。

## 来歴・人物
日本大学卒業後、1952年にNHKに入局。1958年に日本教育テレビ（現テレビ朝日）設立時に移籍。
主に報道番組のキャスターを担当した。またNETテレビの試験電波放送時の第一声を担当したのは山形である。
息子は、元静岡放送アナウンサーでワイド!スクランブルなどの番組でレポーターをしたり、オートレースの実況アナウンサーなどを務めた山形美房である。
2022年5月24日、死去。93歳没。

## 出演番組
- ANNニュースセブン
- ANNニュースファイナル